# Jean-Marc Pitte
Jean-Marc Pitte, né en Normandie le 25 mai 1964, est un journaliste français.

## Biographie
Jean-Marc Pitte sort du CFJ en 1987 et s'envole pour Haïti ou il part faire sa coopération, il y passe 14 mois pour enseigner le journalisme en guise de service militaire,. En 1988, il rentre à France 3 et devient grand reporter à la rédaction nationale. [réf. nécessaire]Il est envoyé spécial à New York après le 11 septembre 2001 ainsi que sur de nombreuses zones de conflits comme la Bosnie, l'Irak, l'Afghanistan, le Liban et Israël.[réf. nécessaire] Il est élu président de la Société des journalistes de la rédaction nationale de France 3. Après 20 ans de rédaction nationale et parisienne, Jean-Marc Pitte choisi de retourner en Normandie, à France 3 Rouen.[réf. nécessaire]
En février 2018, les syndicats de France Télévisions - CFDT, CGT, FO, SNJ - se mobilisent après l’éviction brutale du journaliste de la chaine du fait, selon eux, de l’absence de motifs sérieux et de l’arbitraire de la décision puisque le motif retenu est : un franchissement de barrière baissée à l’entrée d’un tunnel routier et une altercation avec son rédacteur en chef.[source insuffisante] Jean-Marc Pitte quant à lui entend contester ces motifs devant les prud’hommes et au pénal. 
Alors que depuis 2014, il enquête sur des affaires locales pour l’antenne régionale et n’hésite pas à poser des questions gênantes aux élus locaux, Jean-Marc Pitte assure que le président socialiste de la Métropole Rouen Normandie, Frédéric Sanchez s’est acharné sur lui en se plaignant à plusieurs reprises auprès du directeur régional. Le directeur de France 3 Normandie, Stéphane Gaillard, reconnaît devant les syndicats nationaux de la chaîne qu'il y a un "problème avec la Métropole". Frédéric Sanchez dément formellement être intervenu pour demander quelque mesure que ce soit. De son côté le syndicaliste CGT Danilo Commodi assure que "Cela n’a pas signé son licenciement, mais c’est entré en ligne de compte",  confirmant que lors de la commission de discipline, la direction régionale a évoqué ce différend.

## Œuvres
- De l'autre côté du désert, Lire c'est partir, septembre 2020
- La Mutualisation du crime, French Pulp éditions, 2018.
- Le camion rouge, Lire c'est partir, septembre 2018
- Le petit prisonnier, Lire c'est partir, septembre 2016
- Usurpation, éd. du Préau, 2014.
- L'ascenseur social est toujours en panne..., de Aziz Senni, Jean-Marc Pitte et Jean-Louis Borloo, éd. Le Passeur, 2013.
- Casier politique, éditions Max Milo, 2012
- Gueule d’ange, éd. La Tengo, 2009[7].
- L'ascenseur social est en panne... J'ai pris l'escalier, de Aziz Senni, Jean-Marc Pitte et Claude Bébéa, éd. de l'Archipel, 2005.
- 11 septembre, la grande guerre des Américains, de Bruno Cabanes et Jean-Marc Pitte, éd. Armand Colin, 2003.
- Frédéric Le Lombric, Lire c'est partir, décembre 2024[8]